# 錫爾河 (利馬特河支流)
47°22′58″N 8°32′17″E / 47.38270°N 8.53818°E

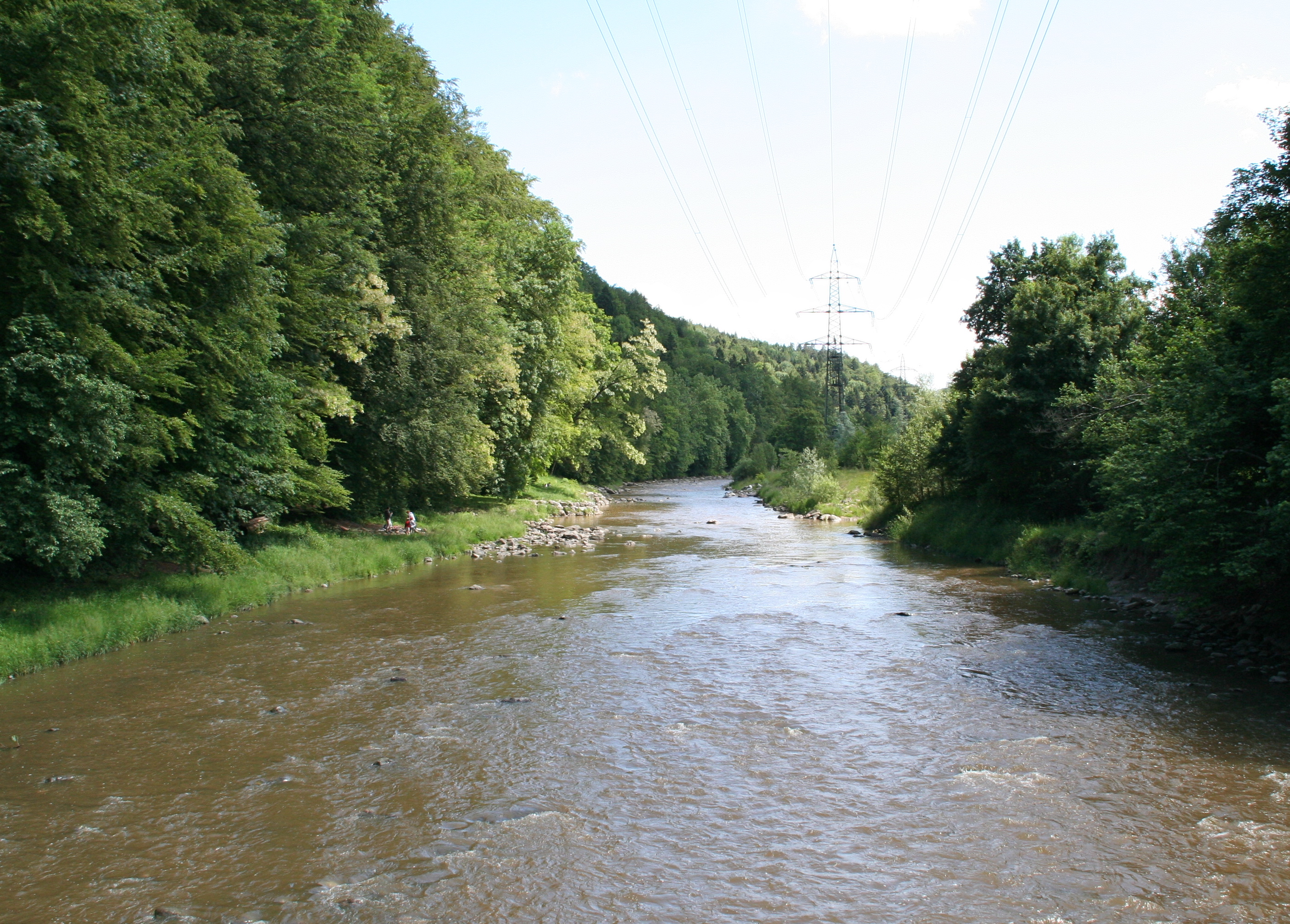

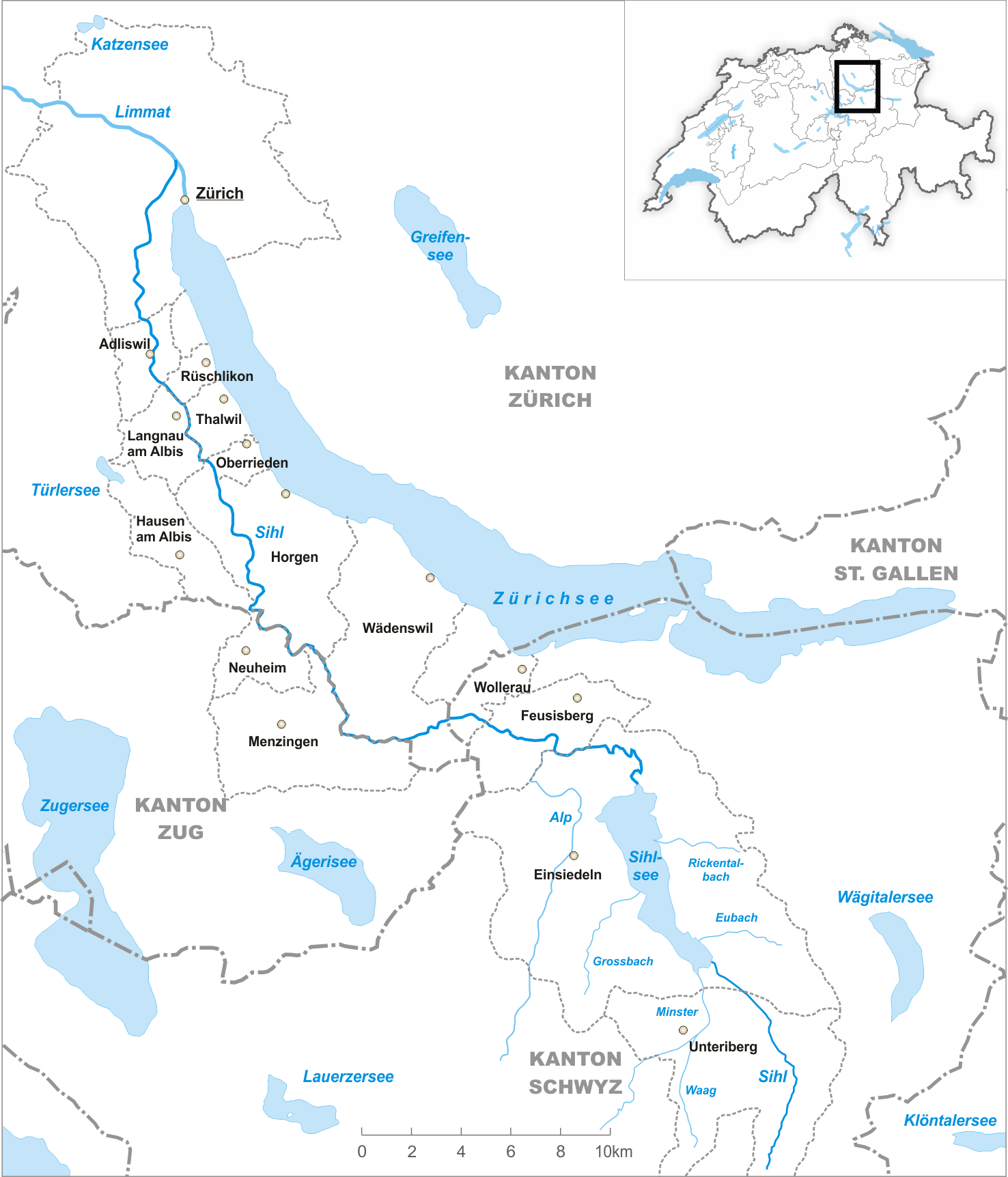

錫爾河是瑞士的河流，位於該國中部，流經施維茨州、楚格州和蘇黎世州，屬於利馬特河的支流，河道全長69公里，流域面積344平方公里，發源自德呂斯山。